# Carlos Amaral Ferreira
Carlos Amaral Ferreira (Mangualde, 6 giugno 1969) è un ex atleta paralimpico portoghese.

## Biografia
Di professione falegname, Carlos Amaral Ferreira è stato colpito da una paralisi cerebrale, e in seguito ha perso totalmente la vista.
Alle Paralimpiadi di Barcellona 1992 ha vinto la medaglia d'argento con la squadra di calcio a 7. Divenuto totalmente cieco, ai Giochi paralimpici di Atlanta 1996 ha gareggiato nei 5000 e nei 10000 metri piani, ottenendo un sesto posto e una medaglia di bronzo. Nel 2000, a Sydney, ha conquistato l'argento nei 10000 metri e l'oro nella maratona. Nelle stesse specialità, ad Atene, ha vinto due medaglie d'argento. Ai Giochi di Pechino del 2008, nella categoria T12 (comprendente anche ipovedenti), è risultato ventesimo nella maratona.
In ambito mondiale l'atleta ha realizzato alcuni risultati, soprattutto nella maratona: un bronzo nel 2002 a Lilla, un argento (oltre a un quarto posto nei 10000 metri) ad Assen nel 2006 e un settimo posto nel 2011 a Christchurch in Nuova Zelanda. Nel corso di quattro edizioni dei campionati europei, ha ottenuto una medaglia d'oro, una d'argento e tre di bronzo nelle distanze di 5000 e 10000 metri piani.
Carlos Ferreira è stato allenato da José Santos e ha avuto come guida Paulo Ramos.

## Palmarès
| Anno | Manifestazione       | Sede         | Evento            | Risultato | Prestazione | Note |
| ---- | -------------------- | ------------ | ----------------- | --------- | ----------- | ---- |
| 1996 | Giochi paralimpici   | Atlanta      | 5000 m piani T10  | 6º        | 17'10"72    |      |
| 1996 | Giochi paralimpici   | Atlanta      | 10000 m piani T10 | Bronzo    | 35'41"51    |      |
| 2000 | Giochi paralimpici   | Sydney       | 10000 m piani T11 | Argento   | 35'26"40    |      |
| 2000 | Giochi paralimpici   | Sydney       | Maratona T11      | Oro       | 2h38'27"    |      |
| 2002 | Mondiali paralimpici | Lilla        | Maratona T11      | Bronzo    |             |      |
| 2003 | Europei paralimpici  | Assen        | 5000 m piani T11  | Argento   | 16'18"70    |      |
| 2003 | Europei paralimpici  | Assen        | 10000 m piani T11 | Oro       | 2h43'23"    |      |
| 2004 | Giochi paralimpici   | Atene        | 10000 m piani T11 | Argento   | 33'17"30    |      |
| 2004 | Giochi paralimpici   | Atene        | Maratona T11      | Argento   | 2h45'07"    |      |
| 2005 | Europei paralimpici  | Espoo        | 5000 m piani T11  | Bronzo    | 16'57"29    |      |
| 2006 | Mondiali paralimpici | Assen        | 10000 m piani T11 | 4º        |             |      |
| 2006 | Mondiali paralimpici | Assen        | Maratona T11      | Argento   |             |      |
| 2008 | Giochi paralimpici   | Pechino      | Maratona T12      | 20º       | 2h54'40"    |      |
| 2011 | Mondiali paralimpici | Christchurch | Maratona T11      | 7º        |             |      |
| 2012 | Europei paralimpici  | Stadskanaal  | 1500 m piani T11  | Bronzo    | 4'31"60     |      |
| 2014 | Europei paralimpici  | Swansea      | 5000 m piani T11  | Bronzo    | 17'14"46    |      |